# كاسي فينتورا
كاسي (الإنكليزية,Cassie), مواليد 26 أغسطس 1986م مغنية بوب وآر آن بي أمريكية من والد فلبيني وأم أفريقية-أمريكية. تتحدث كاسي الإنكليزية والإسبانية والتاغالوغو بطلاقة.

## أشهر ألبومات كاسي
- Me & U.
- Long Way 2 Go.

## وصلات خارجية
- مقالات تستعمل روابط فنية بلا صلة مع ويكي بيانات
- الموقع الرسمي لكاسي

لا توجد روابط لمواقع التواصل الاجتماعي.